# Scopula impunctata
Scopula impunctata là một loài bướm đêm trong họ Geometridae.